# De nieuwe avonturen van Ome Henk
De nieuwe avonturen van Ome Henk is het tweede album van Ome Henk, dat in 1992 werd uitgebracht. Op dit album komen voor het eerst de volgende personages opdagen: Koos Korswagen, Floris-Jan van Fleppensteyn, Willem Deeprie en Ted Tettettettet. Opvallend is dat er op dit album geen parodieën voorkomen, hoewel Ome Henk daar wel bekend om staat.

## Tracklist
1. "Introduktie (de scheikunde doos)"
2. "Holadiejee!Holadiejoo! (Ja dat gaat lekker zo!)"
3. "De burenruzie"
4. "Sneeuwwitje waar zit je?"
5. "Koos Korswagen speelt voor u"
6. "In het museum"
7. "High society"
8. "Hier volgt een mededeling"
9. "Pindarotsjes"
10. "Maffe medley 1"
11. "De Willem Deeprie blues"
12. "Oranje!! (Volgende keer beter!)"
13. "Ekskluzief djingel pakket!"

## Singles
1. "Holadiejee! Holadiejoo! (Ja dat gaat lekker zo!)"
2. "Sneeuwwitje waar zit je?"
3. "Oranje!! (We worden kampioen!)"